# 天堂 (丁托列托)
《天堂》是一幅巨大的布面油画（尺寸为22 x 9 米），位于威尼斯总督府的主厅，威尼斯大议会在这里举行。这是世界上最大的油画之一，由丁托列托绘制，他是一位威尼斯染匠的儿子。 这幅画描绘了天堂的场景，其中有各种宗教人物，例如義大利帕多瓦的主保圣人贾斯蒂娜的肖像（其瞻礼日是 10 月 7 日，勒班陀战役的日期）。

《天堂》